# Монастырь Варлаама
Монастырь Варлаама (греч. Μονή Βαρλαάμ) или Всех Святых (греч. Αγίων Πάντων) — один из действующих монастырей Метеоры, Греция.

## История основания
Считают, что название монастырь получил от имени монаха Варлаама, первого поселенца, который поднялся на скалу, в первой половине XIV века и построил маленький храм, посвящённый Трём иерархам. Также известно, что монах Варлаам был современником святого Афанасия Метеорского, который основал монастырь Мегала Метеора.
Однако настоящими основателями монастыря считают братьев Нектария и Феофана Апсара, которые поселились на Метеоре в 1510 году. Апсар — давняя, знаменитая и богатая семья из города Янина. Оба брата стали монахами в последние годы XV века, сначала обосновались на острове Янина и затем в монастыре Дионисия на Святом Афоне.
На скале Варлаама, где оставались ещё руины скита, Нектарий и Феофаний при помощи ещё двух монахов начали восстановление монастыря. Когда братия увеличилась они построили, Собор Всех Святых (1541).
В 1544 года умер Феофан, Нектарий умирает в 1550 г. Братья погребены под юго-восточным нефом, над своими надгробьями они держат копию храма. Однако и после смерти братьев-основателей монастырь не падает.
Чрезвычайно ценную работу осуществил монах Христофор, который на протяжении десятков лет в XVIII веке упорядочивал архив монастыря и сделал полное описание письменных реликвий, некоторые из них экспонируются в музее обители.

## Монастырские строения

### Собор Всех Святых
Известно, что Собор построен очень быстро потому, что в качестве строительного материала монахи использовали туф. Неф крестообразный. В юго-восточной части собора находится могила создателей. Под сводами храма над окном начертана следующая надпись:
Нектарий и Феофан — иеромонахи и создатели, с Яннины, Апсара. Год создания — 1542
Собор расписан настенными фресками высокого мастерства, которые эксперты разделяют на 2 периода. Первый этап датируется 1548 годом, второй — завершение отделки — 1566 г. В общем иконопись храма нарядна и представляет собой много фигур. Венцом украшения являются фигуры Вседержителя на куполе, Платитера под аркой святилища.

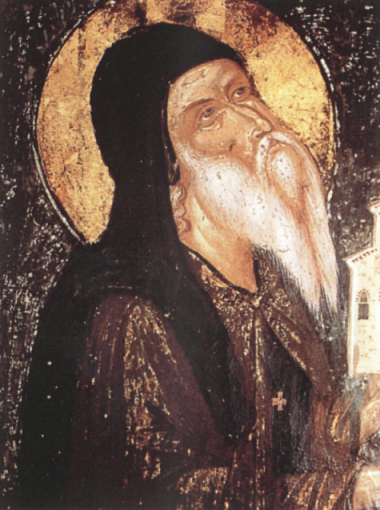
Основатель монастыря Феофан Апсарас

Стенопись собора делится на 4 пояса. В нишах и верхней части стен изображены сцены из жизни Иисуса Христа. В центре ниш фигуры пророков. В нижней части — фигуры святых.
В куполе помещено изображение Христа Пантократора в окружении ангельских сил, Богоматери и Иоанна Предтечи. В следующей полосе — пророки. В восточном углу Христос в вере, в западном — Престол уготованный, в южном — Спас Нерукотворный. Под сводами храма изображена Небесная литургия. В нише святилища — Вознесение. Справа и слева восточной стены архангел Гавриил и Благовещение Богородицы.
В южном помещении изображено Сретение, избиение младенцев царём Иродом. Ниже — Тайная вечеря, Молитва в Гефсимании и Предательство Иуды. В нише северной части — явление Христа ученикам, Рождество, Преображение, Христос перед синедрионом. Над сводом ниши западной части — раскаяние и самоубийство Иуды и Пилат даёт Иосифу Аримафейскому разрешение похоронить Христа. Ниже — Распятие.
В следующем поясе Успение Богоматери, внизу стены фигуры Иоанна Дамаскина, Козьмы Маюмского и сцены Воскрешение Лазаря, Вход Господень в Иерусалим, Отречение Петра, Суд Пилата, Бичевание Христа.
В нише северо-западной угловой части изображены сцены Исцеления слепого и Встреча Христа с самаритянкой. Ни куполе — Вознесение Святого Креста. На северной стене — Святые Константин, Елена и Евстафий. В следующем поясе — Суд Пилата, Несение Креста. Нижний пояс укрывают фигуры святых, архангел Михаил, Феодор Стратилат, Мина, Иаков Персянин и Меркурий Кесарийский.
На юго-восточной колонне изображён основатель монастыря Нектарий Апсар, его брат Феофан Апсар показан на северо-западной колонне. Наряду с Феофаном изображена фигура святого Иоанна из Яннины. Этот святой был замучен в Константинополе в 1526 году в возрасте 18 лет. Икона Иоанна в Соборе Всех Святых говорит о противодействии православия исламу, а также на тесную связь метеорского монастыря и Янины.
Несмотря на то, что имя иконописца не отмечено в надписи создателей обители, исследователи узнают руку знаменитого живописца XVI века Франко Кателано из города Фивы, основателя так называемой «школы Северо-Западной Греции».
Фрески Кателано Собора монастыря Святого Варалама носят признаки перехода от манеры «критской школы» к барочного живописи. Все композиции насыщены движением и жизнью. Вторичные их элементы образуют последовательные содержательные уровни. Фигуры Кателано, в отличие от критских, не полны покоя, они динамичны, всё — одежды, позы — подчёркивают пластичность фигур.
Сохранилась надпись в нефе, подтверждающая авторство Кателано:

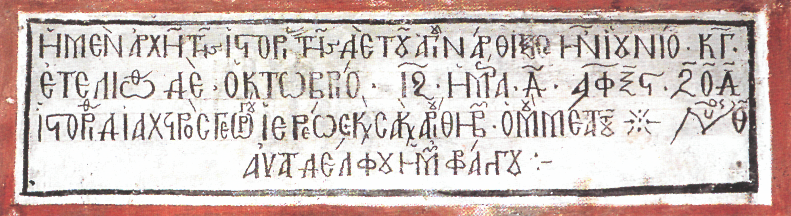
Надпись в нефе — свидетельство авторства Франко Кателано

Началось оформление нефа в июне и закончилось в октябре 1566 руками священника Георгия из Фив и брата Франко.
На восточной стене собора изображено Второе пришествие, которое поражает стремительным огненным потоком, несущим всех грешников в пасть чудовища-кита.
На западной стене центральной композицией является монах Сисой перед могилой Александра Великого. Перед скелетом великого царя Сисой оплакивает суету земных. Содержание надписи следующее:
Тело Великого Александра во славе и после долгих лет, но смерть не щадит и великих мира сего.
На колоннах изображены святые: Кириак Анахорит, Святой Пимен, Святой Феофан, Христос «Вдохновитель всех», Иоанн Каливит, Святой Алексей, Ефросин — повар, Святой Харитон, Святой Макарий Египетский, Святой Варлаам, Святой Онуфрий, Святой Павел Латрин, Святая Варвара, Святой Иоасаф, Феотоки Параклис, Святой Моисей Мурин.

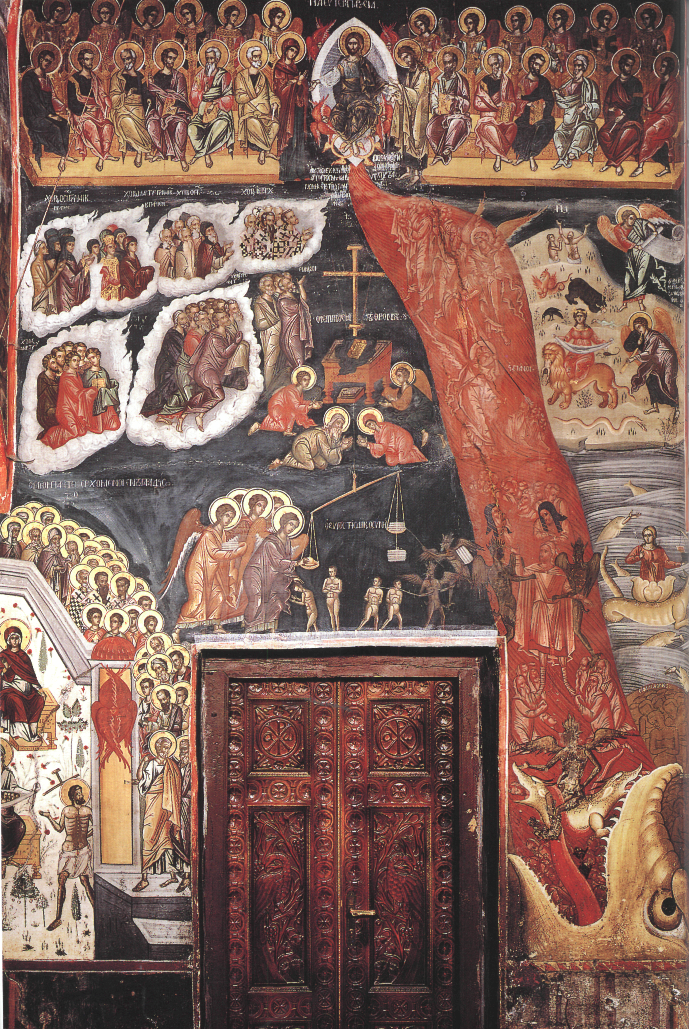
Второе пришествие
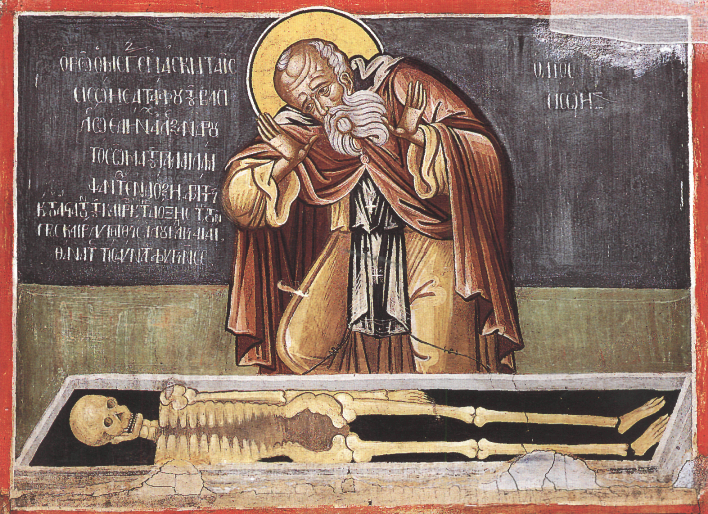
Монах Сисой перед могилой Александра Великого
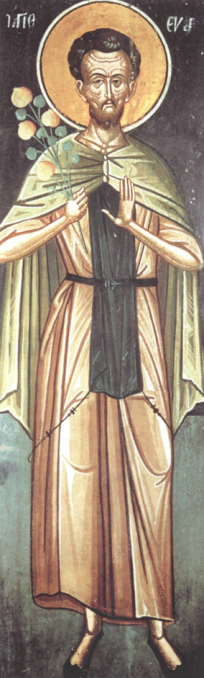
Святой Ефросин
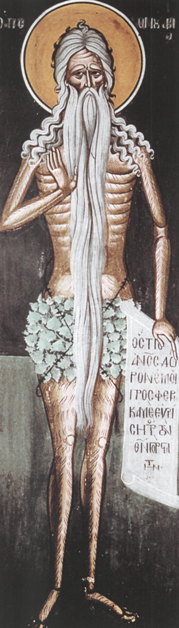
Святой Онуфрий

Эти фрески были выполнены братьями Кодар, их характерными чертами являются ритмичность, жизнь, смелое сопоставление света и тени. В отличие от Кателано живопись Кодар более статична, современный и доступна.
Все три живописца из Фив являются значительными представителями «школы Северо-Западной Греции», а настенные фрески храма Всех Святых Собора монастыря Варлаама — наиболее яркими образцами школы.

### Больница
Больница — квадратное здание, построенное в юго-восточной части скалы. Крыша внешне опирается на четыре колонны. Этой системой образуются девять помещений, из которых восемь покрывается крестообразным сводом и дополняются девятым, которое покрывается куполом, переходящий в камин.
Подобный внешний вид имеет и больница Великой Метеоры. С северной стороны больницы пристроено маленькое помещение, часовня Святых Анаргирон, отведённая для больных и стариков.

### Замок
Балконный замок монастыря Варлаама имеет высоту 40 м. На нём видна надпись, где отмечаются имена создателей и год создания — 1536 год:
Нектарий и Феофан, создатели этого, 1536 год

### Часовня Трех иерархов

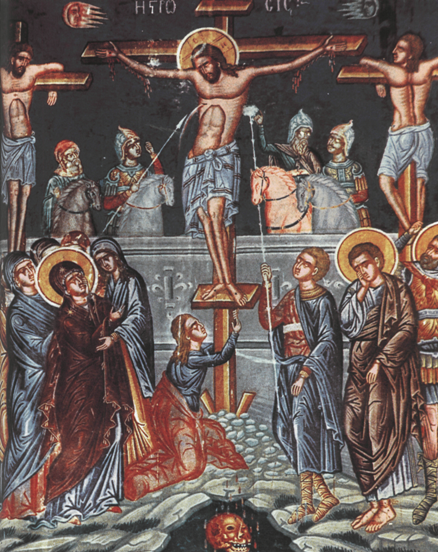
Сцена Распятия в часовне Трёх иерархов

Часовня Трех иерархов — Василия Великого, Григория Диолога и Иоанна Златоуста — сегодня не посещается. Для того, чтобы посетить часовню, которую построил Варлаам в юго-восточной части скалы, нужно взять разрешение у монахов. Когда на скале поселились братья Апсары, она была полностью разрушена, они отстроили её 1518 г.
Это храм, состоящий из одного помещения, покрыт деревянной крышей и переходит в полукруглое своды. В 1627 году, спустя сто десять лет после восстановления братьями Апсарами, часовня Трёх иерархов была построена заново и украшена настенными фресками в 1637 г.
В росписи часовни преобладают темы Благословения, Святого Иоанна Христосома и поклонения Богоматери, Небесная литургия, Помазание, Распятие. Отсутствие купола, где должен быть изображён Вседержитель, возмещается 57 фигурами прародителей по верхнему поясу северной, южной и западной стен.
На северной стене, рядом с создателями Нектарием и Феофаном, что держат копию часовни в руках, изображён Святой Николай Молодой, замученный в Трикала 1617. С 1617 же года в обители хранится череп святого. Изображение фигуры его появилось здесь через двадцать лет после смерти мученика. Наряду с тем есть несколько и женских фигур — Святая Екатерина, Святая Варвара и Святая Фьокла.
В общем, картина часовни Трёх иерархов является примером манеры «критской школы» начального периода, к которой, очевидно, принадлежал главный иконописец часовни — Иоанн.

### Алтарь
Алтарь представляет собой продолговатую здание, которое внешне переходит в трёхсторонний купол. Внутри — низкая колоннада, состоящая из пяти столпов, что разделяет помещение на две ниши.
Сегодня алтарь переработан в музей сокровищ монастыря. Там посетитель может увидеть бесценные переносные иконы, из которых наиболее значительной может считаться икона Богоматери с младенцем — работа Эммануила Тзанеса. Выставлены также предметы исключительно искусной работы: вышитые золотом эпитафии, одежды, литургические принадлежности подобное.